# Liste des animaux nationaux
Un animal national est un animal choisi par une communauté comme son emblème en raison de sa représentativité, soit parce qu'il est caractéristique du territoire considéré (comme le kangourou en Australie ou le kiwi en Nouvelle-Zélande). Certains pays ont plusieurs animaux nationaux, d'autres n'en ont pas ou pas officiellement.

## Afrique
| Pays                             | Animal national               | Nom scientifique          | Photo | Sources |
| -------------------------------- | ----------------------------- | ------------------------- | ----- | ------- |
| Afrique du Sud                   | Springbok                     | Antidorcas marsupialis    |       |         |
| Algérie                          | Fennec                        | Vulpes zerda              |       |         |
| Angola                           | Hippotrague géant de l'Angola | Hippotragus niger variani |       |         |
| Bénin                            | Écureuil                      | Sciuridae                 |       |         |
| Botswana                         | Zèbre des plaines             | Equus quagga              |       |         |
| Burkina Faso                     | Étalon                        | Equus caballus            |       |         |
| Cameroun                         | Lion d'Afrique                | Panthera leo              |       |         |
| Côte d'Ivoire                    | Éléphant d'Afrique            | Loxodonta                 |       |         |
| Djibouti                         | Wapiti                        | Cervus canadensis         |       |         |
| Égypte                           | Aigle des steppes             | Aquila nipalensis         |       |         |
| Érythrée                         | Dromadaire                    | Camelus dromedarius       |       |         |
| Eswatini                         | Gazelle de Thomson            | Eudorcas thomsonii        |       |         |
| Éthiopie                         | Lion d'Afrique                | Panthera leo              |       |         |
| Gabon                            | Panthère noire                | Panthera pardus           |       |         |
| Gambie                           | Hyène tachetée                | Crocuta crocuta           |       |         |
| Guinée                           | Éléphant d'Afrique            | Loxodonta                 |       |         |
| Madagascar                       | Maki catta                    | Lemur catta               |       |         |
| Mali                             | Aigle                         | Accipitridae              |       |         |
| Maroc                            | Lion de l'Atlas               | Panthera leo leo          |       |         |
| Niger                            | Antilope                      | Antelope cervicapre       |       |         |
| Nigeria                          | Aigle                         | Accipitridae              |       | [ 1 ]   |
| Ouganda                          | Grue royale                   | Balearica regulorum       |       |         |
| République démocratique du Congo | Okapi                         | Okapia johnstoni          |       |         |
| République du Congo              | Lion d'Afrique                | Panthera leo              |       |         |
| Rwanda                           | Léopard d'Afrique             | Panthera pardus pardus    |       |         |
| Sénégal                          | Lion d'Afrique                | Panthera leo              |       | [ 2 ]   |
| Sierra Leone                     | Chimpanzé verus               | Pan troglodytes verus     |       |         |
| Somalie                          | Léopard d'Afrique             | Panthera pardus pardus    |       |         |
| Soudan                           | Messager sagittaire           | Sagittarius serpentarius  |       |         |
| Soudan du Sud                    | Pygargue vocifère             | Haliaeetus vocifer        |       |         |
| Tanzanie                         | Girafe                        | Giraffa camelopardalis    |       |         |
| Togo                             | Lion d'Afrique                | Panthera leo              |       |         |
| Tunisie                          | Aigle royal                   | Aquila chrysaetos         |       |         |
| Tunisie                          | Dromadaire                    | Camelus dromedarius       |       |         |
| Zimbabwe                         | Hippotrague noir              | Hippotragus niger         |       |         |

## Amérique
| Pays                   | Animal national                                  | Nom scientifique                           | Photo | Sources |
| ---------------------- | ------------------------------------------------ | ------------------------------------------ | ----- | ------- |
| Antigua-et-Barbuda     | Daim                                             | Dama dama                                  |       | [ 3 ]   |
| Antigua-et-Barbuda     | Frégates                                         | Fregata magnificens                        |       | [ 3 ]   |
| Antigua-et-Barbuda     | Tortue imbriquée                                 | Eretmochelys imbricata                     |       | [ 3 ]   |
| Argentine              | Fourniers                                        | Furnarius                                  |       | [ 4 ]   |
| Bahamas                | Makaire bleu                                     | Makaira nigricans                          |       | [ 5 ]   |
| Bahamas                | Flamant rose                                     | Phoenicopterus roseus                      |       | [ 5 ]   |
| Belize                 | Tapir                                            | Tapirello Bairdii                          |       | [ 6 ]   |
| Belize                 | Toucan à carène                                  | Ramphastos sulfuratus                      |       | [ 6 ]   |
| Bolivie                | Lama                                             | lama glana                                 |       | [ 7 ]   |
| Bolivie                | Condor des Andes                                 | Vultur gryphus                             |       | [ 7 ]   |
| Brésil                 | Merle à ventre roux                              | Turdus rufiventris                         |       | [ 8 ]   |
| Brésil                 | Jaguar                                           | Panthera onca                              |       | [ 9 ]   |
| Canada                 | Castor                                           | Castor canadensis                          |       | [ 10 ]  |
| Chili                  | Huemul                                           | Hippocamelus bisulcus                      |       | [ 11 ]  |
| Colombie               | Condor des Andes                                 | Vultur gryphus                             |       | [ 12 ]  |
| Costa Rica             | Merle fauve                                      | Turdus grayi                               |       | [ 13 ]  |
| Costa Rica             | Paresseux                                        | Folivora                                   |       | [ 14 ]  |
| Costa Rica             | Paresseux à trois doigts et paresseux d’Hoffmann | Choloepus hoffmanni et Bradypus variegatus |       | [ 15 ]  |
| Cuba                   | Trogon de Cuba                                   | Priotelus temnurus                         |       | [ 16 ]  |
| République dominicaine | Esclave palmiste                                 | Dulus dominicus                            |       | [ 17 ]  |
| Dominique              | Perroquet Impérial                               | Amazona imperialis                         |       | [ 18 ]  |
| Équateur               | Condor des Andes                                 | Vultur gryphus                             |       | [ 19 ]  |
| États-Unis             | Pygargue à tête blanche                          | Haliaeetus leucocephalus                   |       | [ 20 ]  |
| Grenade                | Colombe de grenade                               | Leptotila wellsi                           |       | [ 21 ]  |
| Groenland              | Ours blanc                                       | Ursus maritimus                            |       | [ 22 ]  |
| Guatemala              | Quetzal                                          | Pharomachrus                               |       | [ 23 ]  |
| Guyana                 | Jaguar                                           | Panthera onca                              |       | [ 24 ]  |
| Haïti                  | Trogon damoiseau                                 | Priotelus roseigaster                      |       | [ 25 ]  |
| Honduras               | Cerf de Virginie                                 | Odocoileus virginianus                     |       | [ 26 ]  |
| Jamaïque               | Colibri à tête noire                             | Trochilus polytmus                         |       | [ 27 ]  |
| Mexique                | Aigle royal                                      | Aquila chrysaetos                          |       | [ 28 ]  |
| Nicaragua              | Motmot à sourcils bleus                          | Eumomota superciliosa                      |       | [ 29 ]  |
| Panama                 | Grenouille dorée                                 | Atelopus zeteki                            |       | [ 30 ]  |
| Panama                 | Harpie féroce                                    | Harpia harpyja                             |       | [ 30 ]  |
| Paraguay               | Araponga à gorge nue                             | Procnias nudicollis                        |       | [ 31 ]  |
| Pérou                  | Vigogne                                          | Vicugna vicugna                            |       | [ 32 ]  |
| Pérou                  | Coq-de-roche péruvien                            | Rupicola peruvianus                        |       | [ 32 ]  |
| Sainte-Lucie           | Amazone de Sainte-Lucie                          | Amazona versicolor                         |       | [ 33 ]  |
| Salvador               | Motmot à sourcils bleus                          | Eumomota superciliosa                      |       | [ 34 ]  |
| Uruguay                | Vanneau téro                                     | Vanellus chilensis                         |       | [ 35 ]  |
| Venezuela              | Oriole troupiale                                 | Icterus icterus                            |       | [ 36 ]  |

## Asie
| Pays                | Animal national           | Nom scientifique             | Photo | Sources |
| ------------------- | ------------------------- | ---------------------------- | ----- | ------- |
| Afghanistan         | Léopard des neiges        | Panthera uncia               |       | [ 37 ]  |
| Arabie saoudite     | Cheval arabe              | Equus ferus caballus         |       | [ 38 ]  |
| Arabie saoudite     | Loup d'Arabie             | Canis lupus arabs            |       | [ 38 ]  |
| Arabie saoudite     | Dromadaire                | Camelus dromedarius          |       | [ 38 ]  |
| Arabie saoudite     | Renard roux d'Arabie      | Vulpes vulpes arabica        |       | [ 38 ]  |
| Arménie             | Dragon                    | mythique                     |       | [ 39 ]  |
| Arménie             | Aigle                     | Accipitridae                 |       | [ 39 ]  |
| Azerbaïdjan         | Karabakh                  | Equus ferus caballus         |       | [ 40 ]  |
| Bahreïn             | Oryx d'Arabie             | Oryx leucoryx                |       | [ 41 ]  |
| Bahreïn             | Bulbul à oreillons blancs | Pycnonotus leucotis          |       | [ 42 ]  |
| Bangladesh          | Tigre du Bengale          | Panthera tigris tigris       |       | [ 43 ]  |
| Bhoutan             | Takin                     | Burdorcas Taxicolor          |       | [ 44 ]  |
| Birmanie            | Chinthe                   | mythique                     |       | [ 45 ]  |
| Birmanie            | Éléphant blanc            | Elephas maximus              |       | [ 45 ]  |
| Birmanie            | Paon spicifère            | Pavo muticus                 |       | [ 45 ]  |
| Brunei              | Pygargue blagre           | Haliaeetus leucogaster       |       | [ 46 ]  |
| Cambodge            | Kouprey                   | Bos Sauveli                  |       | [ 47 ]  |
| Cambodge            | Ibis géant                | Thaumatibis gigantea         |       | [ 47 ]  |
| Chine               | Dragon oriental           | mythique                     |       | [ 48 ]  |
| Chine               | Panda géant               | Ailuropoda melanoleuca       |       | [ 48 ]  |
| Corée du Nord       | Chollima                  | mythique                     |       | [ 49 ]  |
| Corée du Sud        | Tigre de Sibérie          | Panthera tigris tigris       |       | [ 50 ]  |
| Corée du Sud        | Pie bavarde               | Pica pica                    |       | [ 50 ]  |
| Émirats arabes unis | Oryx d'Arabie             | Oryx leucoryx                |       | [ 41 ]  |
| Inde                | Tigre du Bengale          | Panthera tigris tigris       |       | [ 51 ]  |
| Inde                | Paon                      | Pavo cristatus               |       | [ 51 ]  |
| Inde                | Dauphin d'eau douce       | Platanistoidea               |       | [ 51 ]  |
| Inde                | Cobra royal               | Ophiophagus hannah           |       | [ 51 ]  |
| Indonésie           | Dragon de Komodo          | Varanus komodoensis          |       | [ 52 ]  |
| Irak                | Chèvre                    | Capra hircus                 |       |         |
| Irak                | Perdrix choukar           | Alectoris chukar             |       | [ 53 ]  |
| Iran                | Lion asiatique            | Panthera leo persica         |       | [ 54 ]  |
| Iran                | Panthère de Perse         | Panthera pardus saxicolor    |       | [ 54 ]  |
| Israël              | Huppe fasciée             | Upupa epops                  |       | [ 55 ]  |
| Japon               | Faisan versicolore        | Phasianus versicolor         |       | [ 56 ]  |
| Jordanie            | Oryx d'Arabie             | Oryx leucoryx                |       | [ 57 ]  |
| Jordanie            | Roselin du Sinaï          | Carpodacus synoicus          |       | [ 57 ]  |
| Kazakhstan          | Léopard des neiges        | Panthera uncia               |       | [ 58 ]  |
| Koweït              | Dromadaire                | Camelus dromedarius          |       | [ 59 ]  |
| Laos                | Éléphant d'Asie           | Elephas maximus              |       | [ 60 ]  |
| Liban               | Hyène rayée               | Hyaena hyaena                |       | [ 61 ]  |
| Malaisie            | Tigre de Malaisie         | Panthera tigris jacksoni     |       | [ 62 ]  |
| Maldives            | Thon jaune                | Thunnus albacares            |       | [ 63 ]  |
| Mongolie            | Cheval de Przewalski      | Equus ferus przewalskii      |       | [ 64 ]  |
| Népal               | Vache                     | Bos taurus                   |       | [ 65 ]  |
| Népal               | Lophophore resplendissant | Lophophorus impejanus        |       | [ 65 ]  |
| Oman                | Oryx d'Arabie             | Oryx leucoryx                |       | [ 41 ]  |
| Ouzbékistan         | Karabair                  | Equus caballus               |       | [ 66 ]  |
| Palestine           | Souimanga de Palestine    | Cinnyris osea                |       | [ 67 ]  |
| Pakistan            | Markhor                   | Capra falconeri              |       | [ 68 ]  |
| Philippines         | Aigle des singes          | Pithecophaga jefferyi        |       | [ 69 ]  |
| Qatar               | Oryx d'Arabie             | Oryx leucoryx                |       | [ 41 ]  |
| Singapour           | Lion asiatique            | Panthera leo persica         |       | [ 70 ]  |
| Sri Lanka           | Écureuil géant de Ceylan  | Ratufa macroura              |       | [ 71 ]  |
| Syrie               | Ours brun de Syrie        | Ursus arctos syriacus        |       |         |
| Taïwan              | Ours noir de Formose      | Ursus thibetanus formosasnus |       | [ 72 ]  |
| Taïwan              | Pirolle de Taïwan         | Urocissa caerulea            |       | [ 72 ]  |
| Thaïlande           | Élephant                  | Elephas maximus              |       | [ 73 ]  |
| Thaïlande           | Garuda                    | Mythique                     |       | [ 74 ]  |
| Timor oriental      | Crocodile                 | Crocodylinae                 |       | [ 75 ]  |
| Turquie             | Loup gris                 | Canis lupus lupus            |       | [ 76 ]  |
| Vietnam             | Buffle d'eau              | Bubalus bubalis              |       | [ 77 ]  |
| Vietnam             | Tigre                     | Panthera tigris              |       | [ 77 ]  |
| Vietnam             | Dragon                    | Mythique                     |       | [ 77 ]  |
| Yémen               | Léopard d'Arabie          | Panthera pardus nimr         |       |         |

## Europe
| Pays               | Animal national          | Nom scientifique           | Photo              | Sources           |
| ------------------ | ------------------------ | -------------------------- | ------------------ | ----------------- |
| Albanie            | Aigle royal              | Aquila chrysaetos          |                    | [ 78 ]            |
| Allemagne          | Aigle noir               | Ictinaetus malaiensis      |                    | [ 79 ]            |
| Andorre            | Gypaète barbu            | Gypaetus barbatus          |                    | [ 80 ]            |
| Angleterre         | Lion                     | Panthera leo               |                    |                   |
| Autriche           | Aigle noir               | Ictinaetus malaiensis      |                    | [ 81 ]            |
| Autriche           | Hirondelle rustique      | Hirundo rustica            |                    | [ 81 ]            |
| Belgique           | Lion                     | Panthera leo               |                    | [ 82 ]            |
| Belgique           | Coq hardi                | Gallus gallus              |                    | [ 83 ]            |
| Biélorussie        | Bison d'Europe           | Bison bonasus              |                    | [ 84 ]            |
| Bosnie-Herzégovine | Lynx boréal              | Lynx lynx                  |                    | [ 85 ]            |
| Bulgarie           | Lion                     | Panthera leo               |                    | [ 86 ]            |
| Croatie            | Martre des pins          | Martes martes              |                    |                   |
| Chypre             | Mouflon                  | Ovis orientalis orientalis |                    | [ 87 ]            |
| Danemark           | Écureuil roux            | Sciurus vulgaris           |                    | [ 88 ]            |
| Écosse             | Licorne                  | Mythique                   |                    | [ 89 ]            |
| Espagne            | Taureau                  | Bos taurus                 |                    | [ 90 ]            |
| Espagne            | Circaète Jean-le-Blanc   | Circaetus gallicus         |                    | [ 90 ]            |
| Estonie            | Hirondelle rustique      | Hirundo rustica            |                    | [ 91 ]            |
| Finlande           | Ours brun                | Ursus arctos               |                    | [ 92 ]            |
| Finlande           | Cygne chanteur           | Cygnus cygnus              |                    | [ 92 ]            |
| Finlande           | Perche commune           | Perca fluviatilis          |                    | [ 92 ]            |
| France             | Coq gaulois              | Gallus gallus              |                    | [ 93 ]            |
| France             | Sanglier                 | Sus scrofa                 |                    | [réf. nécessaire] |
| France             | Aigle impérial           | Aquila heliaca             |                    | [réf. nécessaire] |
| Gibraltar          | Macaque de Gibraltar     | Macaca sylvanus            |                    | [ 94 ]            |
| Gibraltar          | Perdrix gambra           | Alectoris barbara          |                    | [ 94 ]            |
| Grande-Bretagne    | Bulldog anglais          | Canis lupus familiaris     |                    |                   |
| Grèce              | Dauphin commun           | Delphinus                  |                    | [ 95 ]            |
| Grèce              | Phoenix                  | Mythique                   |                    | [ 95 ]            |
| Hongrie            | Turul                    | Mythique                   |                    | [ 96 ]            |
| Irlande            | Cervidé                  | Cervidae                   |                    | [ 97 ]            |
| Irlande            | Vanellinae               | Vanellinae                 |                    | [ 97 ]            |
| Islande            | Faucon gerfaut           | Falco rusticolus           |                    | [ 98 ]            |
| Italie             | Loup d'Italie            | Canis lupus italicus       |                    | [ 99 ]            |
| Kosovo             | Aigle Royal              | Aquila chrysaetos          |                    | [ 78 ]            |
| Lettonie           | Coccinelle à deux points | Adalia bipunctata          |                    | [ 100 ]           |
| Lettonie           | Bergeronnette grise      | Motacilla alba             |                    | [ 100 ]           |
| Lituanie           | Cigogne blanche          | Ciconia ciconia            |                    | [ 101 ]           |
| Luxembourg         | Lion                     | Panthera leo               |                    | [ 102 ]           |
| Luxembourg         | Roitelet huppé           | Regulus Regulus            |                    | [ 102 ]           |
| Macédoine du Nord  | Lion                     | Panthera leo               |                    | [ 103 ]           |
| Macédoine du Nord  | Lynx                     | Lynx lynx                  |                    | [ 103 ]           |
| Macédoine du Nord  | Truite d'Ohrid           | Salmo letnica              |                    | [ 103 ]           |
| Malte              | Monticole merle-bleu     | Monticola solitarius       |                    | [ 104 ]           |
| Malte              | Chien du pharaon         | Canis lupus familiaris     |                    | [ 104 ]           |
| Moldavie           | Aurochs                  | Bos taurus primigenius     |                    | [ 105 ]           |
| Monaco             | Lapin de garenne         | Oryctolagus cuniculus      |                    | [ 106 ]           |
| Monaco             | Hérisson commun          | Erinaceus europaeus        |                    | [ 106 ]           |
| Monaco             | Mulot Sylvestre          | Apodemus sylvaticus        |                    | [ 106 ]           |
| Monténégro         | Lion                     | Panthera leo               |                    | [ 107 ]           |
| Norvège            | Élan                     | Alces alces                |                    | [ 108 ]           |
| Norvège            | Morue                    | Gadus morhua               |                    | [ 108 ]           |
| Pays-Bas           | Lion                     | Panthera leo               |                    | [ 109 ]           |
| Pays de Galles     | Dragon rouge             | Mythique                   |                    | [ 110 ]           |
| Pologne            | Pygargue à queue blanche | Haliaeetus albicilla       |                    | [ 111 ]           |
| Portugal           | Lynx ibérique            | Lynx pardinus              |                    | [ 112 ]           |
| Portugal           | Coq de Barcelos          | Mythique                   |                    | [ 112 ]           |
| République tchèque | Lion à deux queues       | Panthera leo               |                    | [ 113 ]           |
| Roumanie           | Lynx                     | Lynx lynx                  |                    | [ 114 ]           |
| Roumanie           | Pélican blanc            | Pelecanus onocrotalus      |                    | [ 114 ]           |
| Russie             | Ours brun                | Ursus arctos               |                    | [ 115 ]           |
| Russie             | Aigle à deux têtes       |                            |                    | [ 115 ]           |
| Saint-Marin        | Cheval                   | Equus caballus             |                    | [ 116 ]           |
| Serbie             | Aigle                    | Accipitridae               |                    | [ 117 ]           |
| Serbie             | Faucon                   | Falco                      |                    | [ 117 ]           |
| Serbie             | Loup                     | Canis lupus                |                    | [ 117 ]           |
| Slovénie           | Lynx                     | Lynx lynx                  |                    | [ 118 ]           |
| Slovénie           | Lipizzan                 | Equus ferus caballus       |                    | [ 118 ]           |
| Slovénie           | Bouquetin des Alpes      | Capra ibex                 |                    | [ 118 ]           |
| Slovénie           | Olm                      | Proteus anguinus           |                    | [ 118 ]           |
| Suède              | Élan                     | Alces                      |                    | [ 119 ]           |
| Suède              | Merle noir               | Turdus merula              |                    | [ 119 ]           |
| Suisse             | Marmotte                 | Marmota marmota            | Marmotte des alpes | [réf. nécessaire] |

## Océanie
| Pays                      | Animal national          | Nom scientifique                                                                  | Photo                                                                                       | Sources |
| ------------------------- | ------------------------ | --------------------------------------------------------------------------------- | ------------------------------------------------------------------------------------------- | ------- |
| Australie                 | Kangourou roux           | Macropus rufus                                                                    |                                                                                             | [ 120 ] |
| Kiribati                  | Frégate superbe          | Fregata magnificens                                                               |                                                                                             | [ 121 ] |
| Nouvelle-Calédonie        | Kagou huppé              | Rhynochetos jubatus                                                               |                                                                                             | [ 122 ] |
| Nouvelle-Zélande          | Kiwi                     | Apterygiformes                                                                    |                                                                                             | [ 123 ] |
| Papouasie-Nouvelle-Guinée | Dugong                   | Dugong dugon                                                                      |                                                                                             | [ 124 ] |
| Îles Salomon              | Requin                   | Selachimorpha                                                                     |                                                                                             | [ 125 ] |
| Tuvalu                    | Tursiops                 | Tursiops                                                                          |                                                                                             | [ 126 ] |
| Vanuatu                   | Cochon à dent du Vanuatu | Sus scrofa papuensis ou hybride issu du croisement de Sus scrofa et Sus papuensis | Masque de l'île de Malekula intégrant des défenses de cochon. Musée ethnologique de Berlin. |         |
| Vanuatu                   | Dauphin                  | Delphinidae                                                                       |                                                                                             | [ 127 ] |
| Nauru                     | Frégate du Pacifique     | Fregata minor                                                                     |                                                                                             | [ 2 ]   |